# فهرست کشورها بر پایه کالری دریافتی در رژیم غذایی
این فهرست کشورها بر پایه مقدار در دسترس بودن مواد غذایی که توسط ترازنامه غذایی فائو برآورد شده‌است. با این وجود مصرف مواد غذایی واقعی کمتر از مقدار دسترسی به مواد غذایی نشان داده می‌شود؛ و بسته به میزان ضایعات و زیان‌های مواد غذایی در خانواده‌ها دارد. به عنوان مثال در هنگام آماده‌سازی و پخت‌وپز مواد غذایی به عنوان بشقاب ضایعات تغذیه حیوانات اهلی و حیوانات خانگی دور ریخته می‌شود.
| کشور                                   | مصرف انرژی غذایی (۲۰۰۵ تا ۲۰۰۷) | مصرف انرژی غذایی (۲۰۰۵ تا ۲۰۰۷) |
| کشور                                   | کیلو کالری / نفر / روز          | کیلوژول / نفر / روز             |
| -------------------------------------- | ------------------------------- | ------------------------------- |
| ایالات متحده آمریکا                    | ۳٬۷۷۰                           | ۱۵٬۷۷۰                          |
| اتریش                                  | ۳٬۷۶۰                           | ۱۵٬۷۳۰                          |
| یونان                                  | ۳٬۷۰۰                           | ۱۵٬۴۸۰                          |
| بلژیک                                  | ۳٬۶۹۰                           | ۱۵٬۴۴۰                          |
| لوکزامبورگ                             | ۳٬۶۹۰                           | ۱۵٬۴۴۰                          |
| ایتالیا                                | ۳٬۶۶۰                           | ۱۵٬۳۱۰                          |
| مالت                                   | ۳٬۵۹۰                           | ۱۵٬۰۲۰                          |
| پرتغال                                 | ۳٬۵۸۰                           | ۱۴٬۹۸۰                          |
| فرانسه                                 | ۳٬۵۵۰                           | ۱۴٬۸۵۰                          |
| اسرائیل                                | ۳٬۵۴۰                           | ۱۴٬۸۱۰                          |
| کانادا                                 | ۳٬۵۳۰                           | ۱۴٬۷۷۰                          |
| آلمان                                  | ۳٬۵۳۰                           | ۱۴٬۷۷۰                          |
| جمهوری ایرلند                          | ۳٬۵۳۰                           | ۱۴٬۷۷۰                          |
| رومانی                                 | ۳٬۵۱۰                           | ۱۴٬۶۹۰                          |
| ترکیه                                  | ۳٬۴۸۰                           | ۱۴٬۵۶۰                          |
| نروژ                                   | ۳٬۴۶۰                           | ۱۴٬۴۸۰                          |
| مجارستان                               | ۳٬۴۴۰                           | ۱۴٬۳۹۰                          |
| بریتانیا                               | ۳٬۴۴۰                           | ۱۴٬۳۹۰                          |
| لیتوانی                                | ۳٬۴۲۰                           | ۱۴٬۳۱۰                          |
| سوئیس                                  | ۳٬۴۲۰                           | ۱۴٬۳۱۰                          |
| دانمارک                                | ۳٬۴۰۰                           | ۱۴٬۲۳۰                          |
| لهستان                                 | ۳٬۴۰۰                           | ۱۴٬۲۳۰                          |
| قزاقستان                               | ۳٬۳۶۰                           | ۱۴٬۰۶۰                          |
| ایسلند                                 | ۳٬۳۳۰                           | ۱۳٬۹۳۰                          |
| جمهوری چک                              | ۳٬۳۲۰                           | ۱۳٬۸۹۰                          |
| تونس                                   | ۳٬۳۱۰                           | ۱۳٬۸۵۰                          |
| کوبا                                   | ۳٬۳۰۰                           | ۱۳٬۸۱۰                          |
| روسیه                                  | ۳٬۲۷۰                           | ۱۳٬۶۸۰                          |
| اسپانیا                                | ۳٬۲۷۰                           | ۱۳٬۶۸۰                          |
| مکزیک                                  | ۳٬۲۵۰                           | ۱۳٬۶۰۰                          |
| هلند                                   | ۳٬۲۴۰                           | ۱۳٬۵۶۰                          |
| مراکش                                  | ۳٬۲۳۰                           | ۱۳٬۵۱۰                          |
| اوکراین                                | ۳٬۲۳۰                           | ۱۳٬۵۱۰                          |
| فنلاند                                 | ۳٬۲۲۰                           | ۱۳٬۴۷۰                          |
| اسلوونی                                | ۳٬۲۲۰                           | ۱۳٬۴۷۰                          |
| قبرس                                   | ۳٬۲۰۰                           | ۱۳٬۳۹۰                          |
| استرالیا                               | ۳٬۱۹۰                           | ۱۳٬۳۵۰                          |
| مصر                                    | ۳٬۱۶۰                           | ۱۳٬۲۲۰                          |
| نیوزیلند                               | ۳٬۱۵۰                           | ۱۳٬۱۸۰                          |
| جماهیری عربی خلق سوسیالیستی عظمای لیبی | ۳٬۱۴۰                           | ۱۳٬۱۴۰                          |
| امارات متحده عربی                      | ۳٬۱۴۰                           | ۱۳٬۱۴۰                          |
| استونی                                 | ۳٬۱۳۰                           | ۱۳٬۱۰۰                          |
| عربستان سعودی                          | ۳٬۱۳۰                           | ۱۳٬۱۰۰                          |
| سوئد                                   | ۳٬۱۲۰                           | ۱۳٬۰۵۰                          |
| الجزایر                                | ۳٬۱۱۰                           | ۱۳٬۰۱۰                          |
| دومینیکا                               | ۳٬۱۱۰                           | ۱۳٬۰۱۰                          |
| لبنان                                  | ۳٬۱۱۰                           | ۱۳٬۰۱۰                          |
| برزیل                                  | ۳٬۱۰۰                           | ۱۲٬۹۷۰                          |
| بلاروس                                 | ۳٬۰۹۰                           | ۱۲٬۹۳۰                          |
| بوسنی و هرزگوین                        | ۳٬۰۸۰                           | ۱۲٬۸۹۰                          |
| کره جنوبی                              | ۳٬۰۷۰                           | ۱۲٬۸۴۰                          |
| باربادوس                               | ۳٬۰۵۰                           | ۱۲٬۷۶۰                          |
| سوریه                                  | ۳٬۰۵۰                           | ۱۲٬۷۶۰                          |
| ایران                                  | ۳٬۰۴۰                           | ۱۲٬۷۲۰                          |
| کویت                                   | ۳٬۰۴۰                           | ۱۲٬۷۲۰                          |
| فیجی                                   | ۳٬۰۳۰                           | ۱۲٬۶۸۰                          |
| لتونی                                  | ۳٬۰۲۰                           | ۱۲٬۶۴۰                          |
| آرژانتین                               | ۳٬۰۰۰                           | ۱۲٬۵۵۰                          |
| جمهوری آذربایجان                       | ۳٬۰۰۰                           | ۱۲٬۵۵۰                          |
| برونئی                                 | ۲٬۹۹۰                           | ۱۲٬۵۱۰                          |
| کرواسی                                 | ۲٬۹۹۰                           | ۱۲٬۵۱۰                          |
| آفریقای جنوبی                          | ۲٬۹۹۰                           | ۱۲٬۵۱۰                          |
| اردن                                   | ۲٬۹۸۰                           | ۱۲٬۴۷۰                          |
| مقدونیه شمالی                          | ۲٬۹۸۰                           | ۱۲٬۴۷۰                          |
| چین                                    | ۲٬۹۷۰                           | ۱۲٬۴۳۰                          |
| آنتیل هلند                             | ۲٬۹۷۰                           | ۱۲٬۴۳۰                          |
| شیلی                                   | ۲٬۹۶۰                           | ۱۲٬۳۸۰                          |
| موریس                                  | ۲٬۹۴۰                           | ۱۲٬۳۰۰                          |
| پلی‌نزی فرانسه                          | ۲٬۹۲۰                           | ۱۲٬۲۲۰                          |
| مالزی                                  | ۲٬۹۱۰                           | ۱۲٬۱۸۰                          |
| مولدووا                                | ۲٬۹۱۰                           | ۱۲٬۱۸۰                          |
| آلبانی                                 | ۲٬۹۰۰                           | ۱۲٬۱۳۰                          |
| کیریباتی                               | ۲٬۸۹۰                           | ۱۲٬۰۹۰                          |
| ساموآ                                  | ۲٬۸۸۰                           | ۱۲٬۰۵۰                          |
| اسلواکی                                | ۲٬۸۸۰                           | ۱۲٬۰۵۰                          |
| غنا                                    | ۲٬۸۵۰                           | ۱۱٬۹۲۰                          |
| جامائیکا                               | ۲٬۸۵۰                           | ۱۱٬۹۲۰                          |
| موریتانی                               | ۲٬۸۲۰                           | ۱۱٬۸۰۰                          |
| اروگوئه                                | ۲٬۸۲۰                           | ۱۱٬۸۰۰                          |
| کاستاریکا                              | ۲٬۸۱۰                           | ۱۱٬۷۶۰                          |
| گرجستان                                | ۲٬۸۱۰                           | ۱۱٬۷۶۰                          |
| ژاپن                                   | ۲٬۸۱۰                           | ۱۱٬۷۶۰                          |
| سنت وینسنت و گرنادین‌ها                 | ۲٬۸۱۰                           | ۱۱٬۷۶۰                          |
| کالدونیای جدید                         | ۲٬۷۹۰                           | ۱۱٬۶۷۰                          |
| ویتنام                                 | ۲٬۷۷۰                           | ۱۱٬۵۹۰                          |
| بلغارستان                              | ۲٬۷۶۰                           | ۱۱٬۵۵۰                          |
| گویان                                  | ۲٬۷۵۰                           | ۱۱٬۵۱۰                          |
| ترکمنستان                              | ۲٬۷۵۰                           | ۱۱٬۵۱۰                          |
| سنت لوسیا                              | ۲٬۷۴۰                           | ۱۱٬۴۶۰                          |
| گابن                                   | ۲٬۷۳۰                           | ۱۱٬۴۲۰                          |
| بلیز                                   | ۲٬۷۲۰                           | ۱۱٬۳۸۰                          |
| وانواتو                                | ۲٬۷۲۰                           | ۱۱٬۳۸۰                          |
| نیجریه                                 | ۲٬۷۱۰                           | ۱۱٬۳۴۰                          |
| صربستان و مونته‌نگرو                    | ۲٬۷۱۰                           | ۱۱٬۳۴۰                          |
| ترینیداد و توباگو                      | ۲٬۷۱۰                           | ۱۱٬۳۴۰                          |
| باهاما                                 | ۲٬۷۰۰                           | ۱۱٬۳۰۰                          |
| مالدیو                                 | ۲٬۶۸۰                           | ۱۱٬۲۱۰                          |
| بورکینافاسو                            | ۲٬۶۷۰                           | ۱۱٬۱۷۰                          |
| قرقیزستان                              | ۲٬۶۷۰                           | ۱۱٬۱۷۰                          |
| کلمبیا                                 | ۲٬۶۶۰                           | ۱۱٬۱۳۰                          |
| سائوتومه و پرنسیپ                      | ۲٬۶۶۰                           | ۱۱٬۱۳۰                          |
| پاراگوئه                               | ۲٬۶۲۰                           | ۱۰٬۹۶۰                          |
| ونزوئلا                                | ۲٬۶۱۰                           | ۱۰٬۹۲۰                          |
| هندوراس                                | ۲٬۶۰۰                           | ۱۰٬۸۸۰                          |
| السالوادور                             | ۲٬۵۹۰                           | ۱۰٬۸۴۰                          |
| مالی                                   | ۲٬۵۸۰                           | ۱۰٬۷۹۰                          |
| کیپ ورد                                | ۲٬۵۵۰                           | ۱۰٬۶۷۰                          |
| برمودا                                 | ۲٬۵۴۰                           | ۱۰٬۶۳۰                          |
| اندونزی                                | ۲٬۵۴۰                           | ۱۰٬۶۳۰                          |
| گینه                                   | ۲٬۵۳۰                           | ۱۰٬۵۹۰                          |
| تایلند                                 | ۲٬۵۳۰                           | ۱۰٬۵۹۰                          |
| ازبکستان                               | ۲٬۵۳۰                           | ۱۰٬۵۹۰                          |
| فیلیپین                                | ۲٬۵۲۰                           | ۱۰٬۵۴۰                          |
| بنین                                   | ۲٬۵۱۰                           | ۱۰٬۵۰۰                          |
| جمهوری کنگو                            | ۲٬۵۱۰                           | ۱۰٬۵۰۰                          |
| ساحل عاج                               | ۲٬۵۱۰                           | ۱۰٬۵۰۰                          |
| لسوتو                                  | ۲٬۴۷۰                           | ۱۰٬۳۳۰                          |
| سورینام                                | ۲٬۴۷۰                           | ۱۰٬۳۳۰                          |
| پاناما                                 | ۲٬۴۵۰                           | ۱۰٬۲۵۰                          |
| سنت کیتس و نویس                        | ۲٬۴۵۰                           | ۱۰٬۲۵۰                          |
| میانمار                                | ۲٬۴۴۰                           | ۱۰٬۲۱۰                          |
| پرو                                    | ۲٬۴۳۰                           | ۱۰٬۱۷۰                          |
| سیشل                                   | ۲٬۴۳۰                           | ۱۰٬۱۷۰                          |
| جزایر سلیمان                           | ۲٬۴۳۰                           | ۱۰٬۱۷۰                          |
| گرنادا                                 | ۲٬۴۲۰                           | ۱۰٬۱۳۰                          |
| نیکاراگوئه                             | ۲٬۴۰۰                           | ۱۰٬۰۴۰                          |
| سری‌لانکا                               | ۲٬۳۹۰                           | ۱۰٬۰۰۰                          |
| گامبیا                                 | ۲٬۳۵۰                           | ۹٬۸۳۰                           |
| نامیبیا                                | ۲٬۳۵۰                           | ۹٬۸۳۰                           |
| نپال                                   | ۲٬۳۵۰                           | ۹٬۸۳۰                           |
| آنتیگوآ و باربودا                      | ۲٬۳۲۰                           | ۹٬۷۱۰                           |
| سنگال                                  | ۲٬۳۲۰                           | ۹٬۷۱۰                           |
| نیجر                                   | ۲٬۳۱۰                           | ۹٬۶۷۰                           |
| اسواتینی                               | ۲٬۳۱۰                           | ۹٬۶۷۰                           |
| اکوادور                                | ۲٬۳۰۰                           | ۹٬۶۲۰                           |
| هند                                    | ۲٬۳۰۰                           | ۹٬۶۲۰                           |
| گینه بیسائو                            | ۲٬۲۹۰                           | ۹٬۵۸۰                           |
| سودان                                  | ۲٬۲۷۰                           | ۹٬۵۰۰                           |
| کامرون                                 | ۲٬۲۶۰                           | ۹٬۴۶۰                           |
| جیبوتی                                 | ۲٬۲۶۰                           | ۹٬۴۶۰                           |
| جمهوری دومینیکن                        | ۲٬۲۶۰                           | ۹٬۴۶۰                           |
| ارمنستان                               | ۲٬۲۵۰                           | ۹٬۴۱۰                           |
| بنگلادش                                | ۲٬۲۵۰                           | ۹٬۴۱۰                           |
| کامبوج                                 | ۲٬۲۵۰                           | ۹٬۴۱۰                           |
| مغولستان                               | ۲٬۲۵۰                           | ۹٬۴۱۰                           |
| پاکستان                                | ۲٬۲۵۰                           | ۹٬۴۱۰                           |
| اوگاندا                                | ۲٬۲۵۰                           | ۹٬۴۱۰                           |
| بوتسوانا                               | ۲٬۲۴۰                           | ۹٬۳۷۰                           |
| لائوس                                  | ۲٬۲۳۰                           | ۹٬۳۳۰                           |
| زیمبابوه                               | ۲٬۲۱۰                           | ۹٬۲۵۰                           |
| گواتمالا                               | ۲٬۱۷۰                           | ۹٬۰۸۰                           |
| لیبریا                                 | ۲٬۱۶۰                           | ۹٬۰۴۰                           |
| کره شمالی                              | ۲٬۱۵۰                           | ۹٬۰۰۰                           |
| توگو                                   | ۲٬۱۵۰                           | ۹٬۰۰۰                           |
| ماداگاسکار                             | ۲٬۱۳۰                           | ۸٬۹۱۰                           |
| مالاوی                                 | ۲٬۱۳۰                           | ۸٬۹۱۰                           |
| فلسطین                                 | ۲٬۱۳۰                           | ۸٬۹۱۰                           |
| سیرالئون                               | ۲٬۱۳۰                           | ۸٬۹۱۰                           |
| تاجیکستان                              | ۲٬۱۳۰                           | ۸٬۹۱۰                           |
| بولیوی                                 | ۲٬۰۹۰                           | ۸٬۷۴۰                           |
| موزامبیک                               | ۲٬۰۷۰                           | ۸٬۶۶۰                           |
| کنیا                                   | ۲٬۰۶۰                           | ۸٬۶۲۰                           |
| رواندا                                 | ۲٬۰۵۰                           | ۸٬۵۸۰                           |
| چاد                                    | ۲٬۰۴۰                           | ۸٬۵۴۰                           |
| یمن                                    | ۲٬۰۳۰                           | ۸٬۴۹۰                           |
| تیمور شرقی                             | ۲٬۰۲۰                           | ۸٬۴۵۰                           |
| تانزانیا                               | ۲٬۰۲۰                           | ۸٬۴۵۰                           |
| جمهوری آفریقای مرکزی                   | ۱٬۹۶۰                           | ۸٬۲۰۰                           |
| آنگولا                                 | ۱٬۹۵۰                           | ۸٬۱۶۰                           |
| اتیوپی                                 | ۱٬۹۵۰                           | ۸٬۱۶۰                           |
| زامبیا                                 | ۱٬۸۹۰                           | ۷٬۹۱۰                           |
| کومور                                  | ۱٬۸۶۰                           | ۷٬۷۸۰                           |
| هائیتی                                 | ۱٬۸۵۰                           | ۷٬۷۴۰                           |
| بوروندی                                | ۱٬۶۸۰                           | ۷٬۰۳۰                           |
| جمهوری دموکراتیک کنگو                  | ۱٬۵۹۰                           | ۶٬۶۵۰                           |
| اریتره                                 | ۱٬۵۹۰                           | ۶٬۶۵۰                           |